# 夢の来た道
「夢の来た道」（ゆめのきたみち）は、日本の広島県府中市が制定した市民歌である。作詞・岡田冨美子、作曲・小椋佳。

## 解説
1994年（平成6年）に市制40周年を記念し「二一世紀に伝えるふるさとの歌として、市民に親しまれ、気軽にハミングできるイメージソング」を制定意義として作成された。作詞は自治体歌の多くで採られる懸賞募集ではなく地元出身で専業の岡田冨美子に依頼されたもので、岡田の紹介により小椋桂が作曲、川辺真が編曲を行っている。
歌詞では1978年（昭和53年）に市内でオオムラサキの生息地が発見され、保護と繁殖が進められている経緯を反映し「紫のチョウが舞う」と歌われている。府中市役所では演奏の機会について「市役所の始業前に音楽を流し、それにあわせ体操をしている（ふちゅう夢体操）」とする。
府中市は2004年（平成16年）4月1日に甲奴郡上下町を編入合併したが、合併協議会において市の木と花は合併後に更新する方針が取り決められたのに対し、市民歌の扱いに関しては確認の対象に含まれず「夢の来た道」がそのまま存続した。市に関連するその他の楽曲としては、2015年（平成27年）に前年の市制60周年・合併10周年を記念して作成された「府中に夢中！」と「Lofty Tree」の2曲がある。